# Glándula vestibular mayor
Las glándulas de Bartholin o glándulas vestibulares mayores son dos glándulas secretoras diminutas situadas a cada lado de la apertura de la vagina. Con frecuencia no son visibles. Secretan una pequeña cantidad de líquido que ayuda a lubricar los labios vaginales durante la función sexual. Este líquido también contiene feromonas, por lo que su misión todavía está discutida.[cita requerida] Sus homólogas en el varón son las glándulas bulbouretrales.

## Epónimo
Estas glándulas reciben su nombre en honor a Caspar Bartholin el Joven (1655-1738), un anatomista danés que las describió en 1677. Algunas fuentes lo confunden con su abuelo, el teólogo y anatomista Caspar Bartholin el Viejo (1585-1629).

## Histología
Las glándulas de Bartholin son glándulas secretoras conformadas por epitelio cilíndrico simple, entre medio de estas células, se sitúan células caliciformes productoras de mucus. El conducto excretor, que termina con el orificio vulvar, está revestido por epitelio plano estratificado. Pertenece al epitelio glandular exocrino. Su función e importancia radica en la producción de material mucoide que lubrica la vagina en momentos de la excitación y penetración sexual.

## Bartolinitis
Enfermedad ocasionada por la obstrucción del conducto de salida de una o ambas glándulas de Bartholin, un sitio frecuente de infecciones por gonococos u otros microorganismos, causando supuración o incluso abscesos.